# ラーメン国技場 仙台場所
ラーメン国技場 仙台場所（ラーメンこくぎじょう せんだいばしょ）は、かつて宮城県仙台市青葉区国分町2-7-5に存在したラーメンのテーマパークである。

## 概要
仙南ハウス産業株式会社が東北初のラーメン店複合施設として手がけた施設で2003年9月3日に開店した。施設のコンセプトとしては、外観から店内のインテリアなど細部に至るまで両国国技館や相撲を意識した造りになっており、各店舗入口には店主のほぼ等身大の写真が飾られるなど独特の演出も見られた。
また、開店当初は7店舗が出店し「毎月、売上1番の店を横綱、売上2番の店を大関として公表し、年間売上の低い2店を入れ替える。」との説明があったが、開店から1年程でピーク時（開店当初）の半分程度まで客数が落ち込んだため全ての店舗を入替するなど大幅なテコ入れを行い、その後も継続的に店舗入替を行っていたが、客足は戻らず営業不振のため2008年2月29日に閉店した。

## 過去に出店した店舗
- 開店時に出店していた店舗
  - 函館麺や 「一文字」（東京）
  - 「坂内食堂」（喜多方）
  - 「古武士」（東京）
  - 「元祖一条流がんこ」（東京）
  - 和歌山ラーメン「紀一」（横浜）
  - 「山神山人」（神戸）
  - 熊本黒ラーメン「好来（はおらい）」（熊本）

- 途中で出店していた店舗
  - 九州筑豊ラーメン「山小屋」（福岡）
  - 北海道 創作ラーメン「竹麓輔商店」（北海道）
  - 九州宮崎とんこつラーメン 日向屋（宮崎）
  - 徳島中華そば「徳福」（東京）
  - 尾道らーめん「柿岡や」（尾道）
  - めん処「栄家」（東京）
  - らーめん「ひなの」（東京）
  - 中華そば「いちや」（東京）
  - 信濃神麺「烈士洵名（れっしじゅんめい）」（長野）
  - 熟成細麺「宝屋」（京都）

- 閉店時に出店していた店舗
  - 札幌らーめん「大樹地（だいきち）」（札幌）
  - 山形らーめん「天童」（山形）
  - 喜多方ラーメン「大安食堂」（喜多方）
  - 「元（はじめ）」（燕三条）
  - 「まじとん」（福岡）
  - 筑豊らーめん「ばさらか」（福岡）

## その他
- 営業時間 平日11：00-26：00、日11：00-22：00
- 定休日 無
- アクセス 仙台市地下鉄南北線勾当台公園駅あるいは広瀬通駅から徒歩約5分